# Karrar
‎Karrar‎‎ ‎‎é‎‎ ‎‎um carro de combate principal de‎‎ ‎‎terceira geração‎‎ ‎‎iraniano.‎‎ O armamento principal do Karrar consiste em uma arma de 125 mm de alma lisa 
equipada com um extrator de fumaça e uma manga térmica. Uma estação de armas operada remotamente armada com uma metralhadora de 12,7 mm é montada no telhado da torre. A arma principal é capaz de disparar mísseis guiados a laser anti-tanque. Um carregador automático também está instalado, removendo a necessidade de um carregador. 

## Operadores
Irão
- Exército do Irã

## Controversias

### Semelhança com tanques russos
O Ministro da Defesa, general Hossein Dehqan, disse que o "tanque pode competir com os tanques mais avançados do mundo em três áreas principais: energia, precisão e mobilidade, bem como manutenção e durabilidade no campo de batalha... O Karrar tem a capacidade de disparar mísseis e guiá-los precisamente [em direção ao alvo], além disso Karrar pode ser operado pelo artilheiro e comandante de duas miras paralelas."[carece de fontes?]

"Não é coincidência que os especialistas considerem o Karrar como uma espécie de cópia do T-90MS russo, a modificação mais avançada da plataforma T-90", segundo o major-general aposentado Vladimir Bogatyrev, presidente do Conselho da Associação Nacional Russa de Oficiais Militares Aposentados. Ele também acrescentou que "É baseado na plataforma T-72, mas também tem algo dos tanques Americanos Abrams e M60. Alguns elementos são emprestados do M48 e do tanque britânico Chieftain. Eles pegaram todos esses elementos e tentaram projetar seu próprio tanque." [carece de fontes?]